# Beskydningen ved Mainila
Beskydningen ved Mainila (fi: Mainilan laukaukset) var en militær episode, som fandt sted den 26. november 1939, hvorunder den sovjetiske Røde Hær indledte en artilleribeskydning af den russiske landsby Mainila, der ligger i nærheden af Beloostrov. Sovjet hævdede at beskydningen stammede fra Finland på den anden side af den nærliggende grænse og hævdede at have lidt tab i menneskeliv. På den måde fik man en propagandasejr og en casus belli som blev indledningen på Vinterkrigen fire dage senere.

## Episoden
Den sovjetiske kommnunistleder Andrej Zjdanovs private arkiv indeholder materiale, som kraftigt antyder at hændelsen var tilrettelagt med henblik på at hænge Finland ud som aggressor og derpå iværksætte en offensiv. Nogle russiske historikere udtrykker tvivl om dokumentets ægthed. Finland afviste ethvert ansvar for angrebene og henviste til sovjetisk artilleri som kilden. Krigsdagbøgerne for de nærliggende finske artilleribatterier viser, at Mainila var udenfor rækkevidde af dem alle, da de tidligere havde trukket sig tilbage for at undgå sådanne episoder.
Alligevel genererede den sovjetiske propagandamaskine i de efterfølgende dage andre historier om fiktive finske overgreb, og Sovjetunionen opsagde ikke-angrebspagten med Finland, og den 30. november indledte den Røde Hær de første offensiver i Vinterkrigen.
Den russiske historiker Pavel Aptekar analyserede de offentliggjorte dokumenter fra det sovjetiske militær og fandt ud af, at ingen enheder i området havde rapporteret tab af menneskeliv i den pågældende periode, og konkluderede at beskydningen af sovjetiske tropper var iscenesat. Andre russiske historikere hævder, at det er umuligt at placere ansvaret for beskydningen ud fra de eksisterende oplysninger.
I 1994 fordømte den russiske præsident Boris Jeltsin Vinterkrigen, som han var enig i var en angrebskrig.